# 軟木

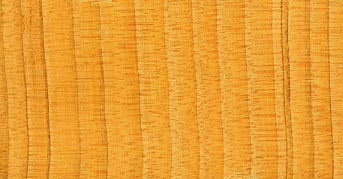
雖然質地頗為堅硬，香柏是軟木木材

軟木（softwood），或稱軟質木，即指針葉樹材，由松柏植物門的樹所生成的木材，包括松树、雲杉、香柏、冷杉、落葉松、花旗松、鐵杉、柏樹、加州紅木及紫杉等。如名稱所示，因其質地與闊葉樹材相對而言比較軟，故又名softwood，以與又稱做hardwood的闊葉樹材做區別，但並非所有的hardwood都比softwood硬，如紫杉是一種長葉松，卻比大部分硬木還要堅硬，而屬於硬木的輕木則十分輕軟。
軟木和硬木可以微小的結構來區分，最主要是軟木缺少導管供水份輸送，結構通常較簡單及一致，只由管胞和薄壁組織兩種細胞組成。軟木常用於建築的結構組件，亦有用於傢具和工廠之木工製品如鑄造製模、門、窗等。軟木同時是造紙的主要原料及製造中纖板。

## 外部連結
- CBC Digital Archives： 美加的軟木爭議 （页面存档备份，存于）